# Notfalltraining für Arztpraxen
Unter Notfalltraining  oder notfallmedizinisches Praxistraining versteht man von Ärzten, Zahnärzten und deren Assistenzpersonal durchzuführende Schulungen, um menschliches Leben zu retten, bedrohende Gefahren oder Gesundheitsstörungen bis zum Eintreffen weiterführender Hilfe (Rettungsdienst) abzuwenden oder zu mildern. Nach den Richtlinien des Gemeinsamen Bundesausschusses (G-BA) über die grundsätzlichen Anforderungen an ein einrichtungsinternes Qualitätsmanagement für die an der vertrags(zahn)ärztlichen Versorgung teilnehmenden Ärzte, Psychotherapeuten und medizinischen Versorgungszentren ist der Nachweis eines Notfallmanagements verpflichtend.

## Hintergrund
Hintergrund ist, dass in den Ausbildungscurricula nicht-ärztlicher medizinischer Fachberufe die Vermittlung notfallmedizinischer Kenntnisse generell nicht über das Wissen allgemeiner Ersthelfermaßnahmen hinausgeht. Auch in der akademischen medizinischen Ausbildung ist eine einheitliche notfallmedizinische Ausbildung längst nicht die Regel. So sieht die zahnärztliche Approbationsordnung eine notfallmedizinische Ausbildung bisher nicht vor. Mit der 2003 in Kraft getretenen Änderung der ärztlichen Approbationsordnung ist die Notfallmedizin erstmals als Querschnittsbereich im Medizinstudium abgebildet. Trotzdem sehen viele Experten weiter einen Nachholbedarf im Bereich der notfallmedizinischen Ausbildung von Ärzten und betonen deren Wichtigkeit. Sie sollte nicht nur für Notärzte, sondern für jede in die Rettungskette involvierte Person selbstverständlicher Ausbildungsinhalt sein. Selbst in der innerklinischen Notfallversorgung gibt es keinen einheitlichen Konsens. In einer Umfrage in deutschen Krankenhäusern gaben 33 % der Befragten an, keinerlei notfallmedizinische Trainingseinheiten anzubieten.

## Umfang und Inhalt sowie Ausbildung
Die Ausbildung fokussiert sich heute im Wesentlichen auf die Vermittlung von standardisierten Abläufen und der Zusammenarbeit zwischen nicht-ärztlichem und ärztlichem Personal in der medizinischen Einrichtung. In der Versorgung von Notfallpatienten wird dazu übergegangen Behandlungsleitpfade in sogenannte Standard Operating Procedure (SOP) abzubilden. Diese SOPs werden auf den Grundlagen medizinischer Leitlinien erstellt und spiegeln die aktuellen evidenzbasierten Behandlungsempfehlungen (Evidenzbasierte Medizin) wider.
Die Inhalte der Ausbildung sind gesetzlich nicht definiert, umfassen im Allgemeinen aber immer:
- Basisreanimation (Basic Life Support)
- Erweiterte Reanimation (Advanced Life Support)
- Atemwegsmanagement (hier insbesondere Alternativen zur endotrachealen Intubation)
- Frühdefibrillation

Darüber hinaus können noch weitere spezielle Notfallbilder die Ausbildung ergänzen:
- Herzinfarkt
- Schlaganfall
- Schock als lebensbedrohlicher Zustand
- Wunden und Wundversorgung, Blutstillung
- Vergiftungen (z. B. mit Alkohol, Medikamenten, Kohlendioxid, Kohlenmonoxid, Pflanzenschutzmitteln, Chemikalien oder Drogen)
- Krampfanfall (Epilepsie)
- thermischen Schädigungen (Verbrennungen, Erfrierung und Unterkühlung)
- Allergische Reaktionen
- Traumamuster (Verletzungen)
- Ersticken (Verschlucken von Fremdkörpern)
- Bauchverletzungen, akute Erkrankungen des Bauchraums mit Übelkeit und Durchfall oder Erbrechen
- Herzrhythmusstörungen
- Polytraumaversorgung

Die Teilnahme von Ärzten in Deutschland dient auch der ärztlichen Fortbildungspflicht. Die Lehrgangsdauer beträgt je nach Umfang und Auswahl der Themeninhalte 3 bis 8 Zeitstunden.

## Anbieter
Anbieter in Deutschland sind unter anderem die am Rettungsdienst beteiligten Hilfsorganisationen, Rettungsdienstschulen, die Landes(zahn)ärztekammern sowie eine Vielzahl privater notfallmedizinischer Bildungsträger.